# Liste der Monuments historiques in Cesson-Sévigné
Die Liste der Monuments historiques in Cesson-Sévigné führt die Monuments historiques in der französischen Stadt Cesson-Sévigné auf.

## Liste der Bauwerke
| Bezeichnung     | Beschreibung | Standort | Kennzeichnung | Schutzstatus | Datum | Bild           |
| --------------- | ------------ | -------- | ------------- | ------------ | ----- | -------------- |
| Château de Cucé | Schloss      | (Lage)   | PA00090516    | Inscrit      | 1970  | weitere Bilder |

## Liste der Objekte
- Monuments historiques (Objekte) in Cesson-Sévigné in der Base Palissy des französischen Kultusministeriums